# ラミラ・ユスボワ
ラミラ・ユスボワ（Ramila Yusubova、グルジア語: რამილა იუსუბოვა
、1987年6月28日- ）はアゼルバイジャンの柔道選手。グルジアのトビリシ出身。身長168cm。階級は63kg級。

## 人物
それまではヨーロッパU23柔道選手権大会で2度3位になったことがある程度で、大きな大会での活躍は見られなかったが、2010年の世界選手権では準々決勝で田中美衣に袈裟固で敗れたものの、その後の3位決定戦でオランダのアニカ・ファンエムデンを裏投で破って、2009年の世界選手権57kg級で3位となったキファヤト・ガシモワに続いて、アゼルバイジャンの女子選手として2人目の世界大会メダリストになった。なお、ロンドンオリンピックの出場権は確保した。2012年7月のロンドンオリンピックでは2回戦で敗れた。

## 主な戦績
- 2006年 - ヨーロッパU23柔道選手権大会　3位
- 2006年 - アゼルバイジャン国際　3位
- 2009年 - ヨーロッパU23柔道選手権大会　3位
- 2010年 - ワールドカップ・カイロ　優勝
- 2010年 - 世界選手権　3位
- 2011年 - ワールドマスターズ　5位
- 2011年 - グランドスラム・リオデジャネイロ　5位
- 2011年 - ワールドカップ・サンパウロ　3位
- 2011年 - グランプリ・アブダビ　2位
- 2012年 - ワールドマスターズ　5位
- 2012年 - グランプリ・バクー　2位